# استیون روچ
استیون روچ (‎/ˈroʊtʃ/‎؛ زادهٔ ۲۸ نوامبر ۱۹۵۹) رکابزن حرفه‌ای سابق اهل ایرلند است که در رشتهٔ دوچرخه‌سواری جاده فعالیت می‌کرد. دوران اوج او سال ۱۹۸۷ بود که توانست در یک سال، تاج سه‌گانهٔ دوچرخه‌سواری شامل تور دو فرانس، جیرو دیتالیا و مسابقهٔ قهرمانی استقامت جادهٔ جهان را کسب کند.
روچ همواره با مصدومیت زانو درگیر بود و پس از سال ۱۹۸۷ نتوانست برای قهرمانی در گرند تورها رقابت کند. روچ ۵۸ پیروزی در دوران فعالیت حرفه‌ای خود به دست آورد. یک قاضی در ایتالیا او را متهم کرده‌است که در سال‌های پایانی فعالیت خود اریتروپوئیتین مصرف می‌کرده‌است.

## آغاز زندگی و فعالیت آماتور
پس از کارآموزی در رشتهٔ ماشین‌کاری در دوبلین و گذراندن دوران آماتور موفقیت‌آمیز در ایرلند که با پیروزی در مسابقات جوانان ایرلند در سال ۱۹۷۷ همراه بود، به تیم آماتوری در پاریس پیوست تا برای المپیک ۱۹۸۰ مسکو آماده شود. اندکی پس از ورود به پاریس، برندهٔ نسخهٔ آماتور پاریس–روبه شد. مدیر ورزشی روچ به او گفته‌بود اگر برنده نمی‌شد باید به ایرلند بازمی‌گشت.
استفاده از کفش نامناسب که منجر به مصدومیت زانوی روچ شد، روی عملکرد او در مسکو اثر گذاشت و مسابقه را با رتبهٔ ۴۵ به پایان رساند. پس از بازگشت به فرانسه، ۱۹ پیروزی در ماه‌های اوت تا اکتبر به دست آورد و برای فصل ۱۹۸۱ با تیم حرفه‌ای پژو قرارداد امضا کرد.

## فعالیت حرفه‌ای
روچ نخستین پیروزی حرفه‌ای خود را با شکست دادن برنار اینو در تور کرس به دست آورد. یک ماه بعد برندهٔ پاریس–نیس شد تا نخستین و تنها تازه‌کاری باشد که برندهٔ این مسابقه شده‌است. روچ در نخستین فصل حرفه‌ای خود ۱۰ پیروزی کسب کرد.
در سال ۱۹۸۲ بهترین عملکرد روچ، دوم شدن در مسابقه طلایی آمستل بود؛ ولی در سال ۱۹۸۳ موفقیت بیشتری داشت و برندهٔ چند مسابقه از جمله تور روماندی و جایزه بزرگ والونی شد. همچنین رتبهٔ سیزدهم تور دو فرانس ۱۹۸۳ را به دست آورد و در مسابقات جهانی در آلترهایم زوریخ، مدال برنز مسابقهٔ جاده را به گردن آویخت.
پس از مشاجره بر سر قرارداد با پژو برای فصل ۱۹۸۴ به تیم لا ردوت پیوست و قهرمانی در تور روماندی را تکرار کرد. در پاریس–نیس دوم شد و در تور دو فرانس در رتبهٔ ۲۵ قرار گرفت. در فصل ۱۹۸۵ برندهٔ کریتریوم اینترناسیونال شد. در پاریس–نیس دوم و در لیژ–باستون–لیژ سوم شد و در تور دو فرانس، برندهٔ مرحلهٔ ۱۸ شد و در پایان، بر سکوی سوم تور ایستاد.

### مصدومیت مزمن زانو
در یک مسابقهٔ شش‌روزه در سال ۱۹۸۶ روچ در سرعت بالا زمین‌خورد و زانوی راستش آسیب دید. این رخداد، فصل ۱۹۸۶ او را نابود کرد و تنها موفقیتش دوم شدن در یک مرحله از جیرو دیتالیا بود. این مصدومیت و درد کمر ناشی از آن، بارها در دوران فعالیت روچ تکرار شد و چند عمل جراحی، تنها اثرات مستقیم یا منتج از آسیب اصلی را درمان کرد. بعدها مداخلات بدون جراحی پزشک مولر ولفارت در مونیخ بهبودی نسبی ایجاد کرد؛ ولی مصدومیت او نیاز به مراقبت همیشگی داشت.
روچ در پایان فعالیتش نمی‌توانست بهترین عملکردش را به نمایش گذارد و رکاب‌زنی در تور ۱۹۹۳ را «تنها برای تفریح» توصیف کرد.

### تاج سه‌گانهٔ ۱۹۸۷

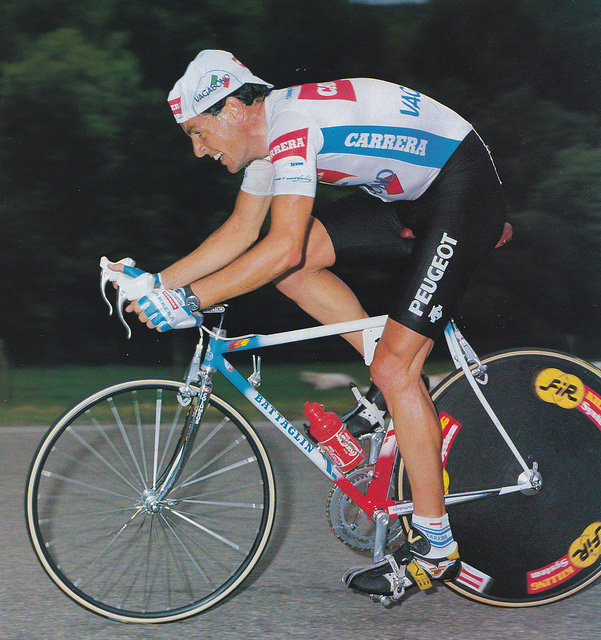
روچ در رقابت تایم تریل انفرادی در جیرو دیتالیای ۱۹۸۷

فصل ۱۹۸۷ برای روچ فوق‌العاده بود. در بهار برندهٔ تور والنسیا شد، برای سومین بار فاتح تور روماندی شد و در یک مرحلهٔ پاریس–نیس به پیروزی رسید. همچنین در لیژ–باستون–لیژ دوم شد که نزدیک‌ترین موقعیت او برای پیروزی در یکی از یادبودهای کلاسیک بود.
در جیرو دیتالیا، روچ برندهٔ سه مرحله (شامل دو تایم تریل انفرادی و یک تایم تریل تیمی با کاررا جینز–واگابوند) شد و قهرمانی جیرو را به دست آورد تا نخستین رکابزن خارج از سرزمین اصلی اروپا باشد که برندهٔ جیرو می‌شود. در مرحلهٔ ۱۵ روچ از دستور تیمی سرپیچی کرد و به تنهایی فرار کرد. هرچند که در ادامهٔ مرحله گرفته شد؛ ولی در گروه پیشتاز باقی ماند و پیراهن صورتی را از هم‌تیمی خود، روبرتو ویسنتینی گرفت. رفتار روچ در این مرحله، باعث نفرت تیفوسی‌ها از او شد. گفته می‌شد تنها کسی که روچ می‌توانست از حمایتش اطمینان داشته باشد، ادی شپرز بود.
پس از جیرو، روچ در تور دو فرانس شرکت کرد. در آن دوره، اینو بازنشسته شده‌بود، لوران فینیون از آمادگی به دور بود و گرگ لوموند بر اثر تیراندازی در زمان شکار، مصدوم بود. روچ در تایم تریل انفرادی مرحلهٔ دهم پیروز و در مرحلهٔ ۱۹ دوم شد. در مرحلهٔ بعد که از گالیبیه می‌گذشت، روچ در کیلومترهای آغازین فرار کرد و چند ساعت در گروه پیشتاز بود؛ ولی در سربالایی آخر به گروه اصلی برگردانده شد. سپس پدرو دلگادو که نزدیک‌ترین رقیبش بود، فرار کرد. روچ که تا حدود یک و نیم دقیقه عقب مانده بود، در خط پایان فاصله را به ۴ ثانیه کاهش داد و پس از آن، بیهوش شد.
پیراهن طلایی چند بار دست به دست شد تا این که در تایم تریل مرحلهٔ ۲۴، روچ فاصلهٔ نیم دقیقه‌ای را جبران کرد و با برتری ۴۰ ثانیه‌ای فاتح تور شد. او پنجمین رکابزنی شد که توانسته‌است جیرو و تور را در یک سال فتح کند.
در ادامهٔ همان سال، روچ قهرمان مسابقات جهانی دوچرخه‌سواری در فیلاخ اتریش شد تا دومین نفری باشد که تاج سه‌گانهٔ دوچرخه‌سواری را به دست آورده‌است. روچ برای کمک به شون کلی در آن مسابقه حضور داشت. هنگامی که گروهی از رکابزنان فرار کردند، روچ برای پوشش دادن کلی آنان را دنبال کرد؛ ولی کلی به تعقیب گروه پیشتاز نرفت. با کاهش سرعت گروه پیشتاز، روچ در ۵۰۰ متری خط پایان حمله کرد و با فاصلهٔ چند متری، قهرمان جهان شد.

### پس از سال ۱۹۸۷

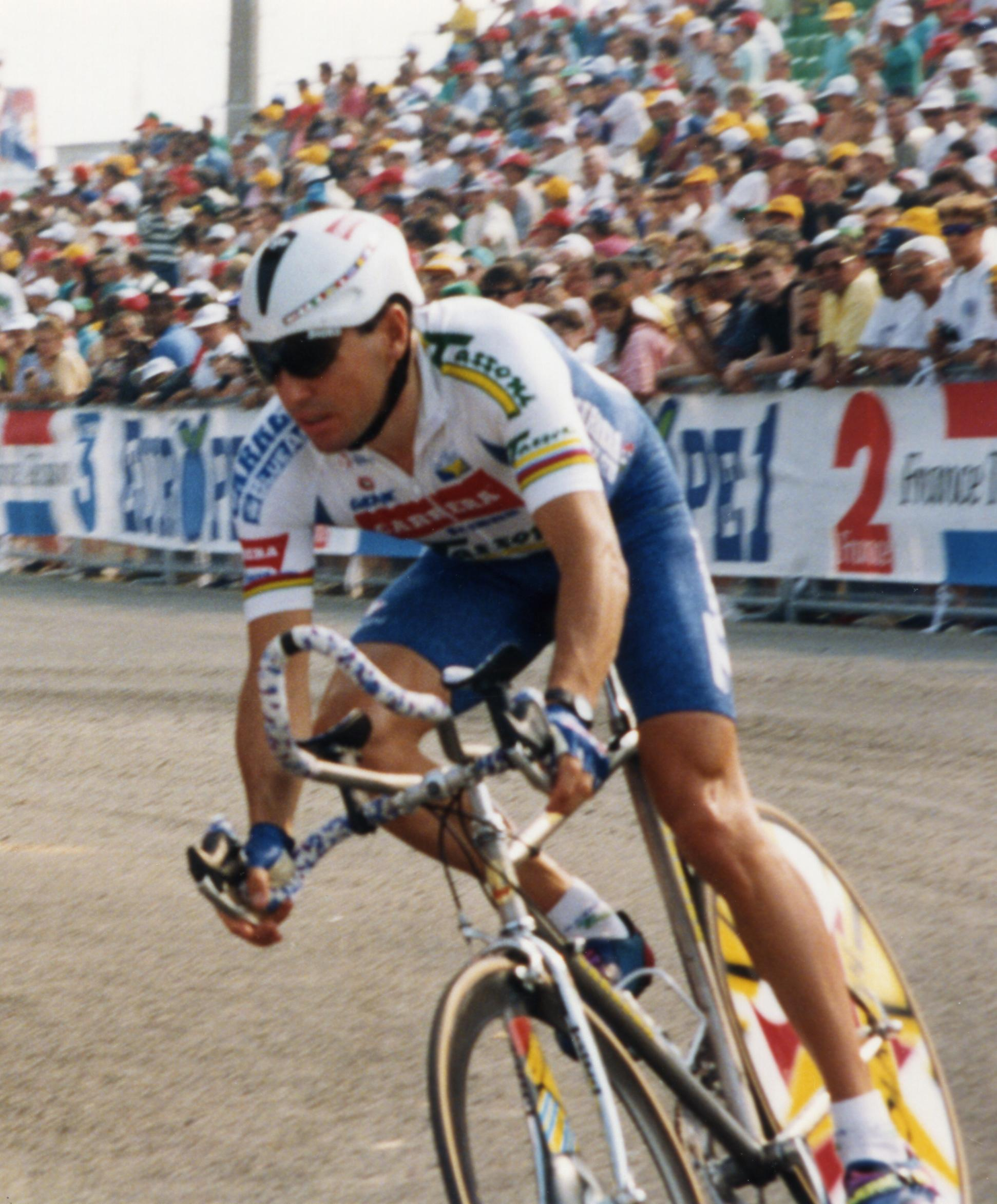
روچ در رقابت تایم تریل انفرادی در تور دو فرانس ۱۹۹۳

در پایان فصل ۱۹۸۷ روچ به تیم فرانسوی فاگور پیوست و چند رکابزن انگلیسی را با خود به آن تیم برد. آغاز فصل ۱۹۸۸ با بازگشت مصدومیت زانو همراه بود و نزول تدریجی روچ آغاز شد. در فصل ۱۹۸۹ برای چهارمین بار نایب قهرمان پاریس–نیس شد و در جیرو در رتبهٔ نهم قرار گرفت. سپس به دلیل مصدومیت زانو در میانهٔ تور دو فرانس کناره‌گیری کرد.
در فصل ۱۹۹۳ دوباره در جیرو نهم و در تور سیزدهم شد و مدتی پس از تور دو فرانس، بازنشسته شد.

## اتهام دوپینگ
در مهٔ ۱۹۹۰ پل کیماج، هم‌تیمی روچ در فاگور، زندگی‌نامهٔ خود را منتشر کرد و در آن، همه‌گیری مصرف دارو در میان رکابزنان را افشا کرد؛ ولی دربارهٔ روچ لحن دوستانه‌ای داشت.
در ژانویهٔ ۲۰۰۰ روزنامهٔ لا رپوبلیکا گزارش داد فرانچسکو کونکونی در توزیع اریتروپوئیتین در میان دوچرخه‌سواران تیم کاررا، که بخشی از بهترین سال‌های روچ در آن گذشته‌بود، نقش داشته‌است. روچ اتهامات را رد کرد. چند روز بعد، گزارش دیگری توسط آیریش تایمز منتشر شد؛ ولی روچ دوباره مصرف اریتروپوئیتین را رد کرد. در مارس ۲۰۰۰ قاضی ایتالیایی به نام فرانکا اولیوا گزارشی از جزئیات تحقیق دربارهٔ پزشکان ورزشی را منتشر کرد که در آن، مصرف اریتروپوئیتین توسط روچ در فصل ۱۹۹۳ به قطعیت اعلام شد. اولیوا در سال ۲۰۰۴ نیز دوباره روچ را متهم کرد؛ ولی به دلیل مرور زمان، روچ و هم‌تیمی‌هایش مورد پیگرد قرار نگرفتند.

## زندگی شخصی
روچ در آنتیب در کوت دازور زندگی می‌کند. او همچنان مشغول فعالیت‌های ورزشی است و کمپ دوچرخه‌سواری در مایورکا تأسیس کرده‌است. همچنین در برگزاری مسابقات شرکت می‌کند و مفسر رویدادهای دوچرخه‌سواری برای یورواسپرت است.
روچ در سال ۲۰۰۴ از همسرش لیدیا جدا شد و از او چهار فرزند دارد. یکی از پسرانش با نام نیکولاس روچ رکابزن حرفه‌ای است و در سال‌های ۲۰۰۹ و ۲۰۱۶ قهرمان ایرلند شده‌است. برادرش نیز رکابزن حرفه‌ای بود و در سال ۱۹۹۱ در تور دو فرانس شرکت کرد.

## نتایج در گرند تورها
| گرند تور       | ۱۹۸۳ | ۱۹۸۴ | ۱۹۸۵ | ۱۹۸۶   | ۱۹۸۷ | ۱۹۸۸ | ۱۹۸۹   | ۱۹۹۰ | ۱۹۹۱   | ۱۹۹۲ | ۱۹۹۳ |
| -------------- | ---- | ---- | ---- | ------ | ---- | ---- | ------ | ---- | ------ | ---- | ---- |
| ووئلتا اسپانیا | —    | —    | —    | —      | —    | —    | —      | —    | —      | ۱۴   | —    |
| جیرو دیتالیا   | —    | —    | —    | ناتمام | ۱    | —    | ۹      | —    | —      | —    | ۹    |
| تور دو فرانس   | ۱۳   | ۲۵   | ۳    | ۴۸     | ۱    | —    | ناتمام | ۴۴   | ناتمام | ۹    | ۱۳   |